# Giovanni Antonio Piatti

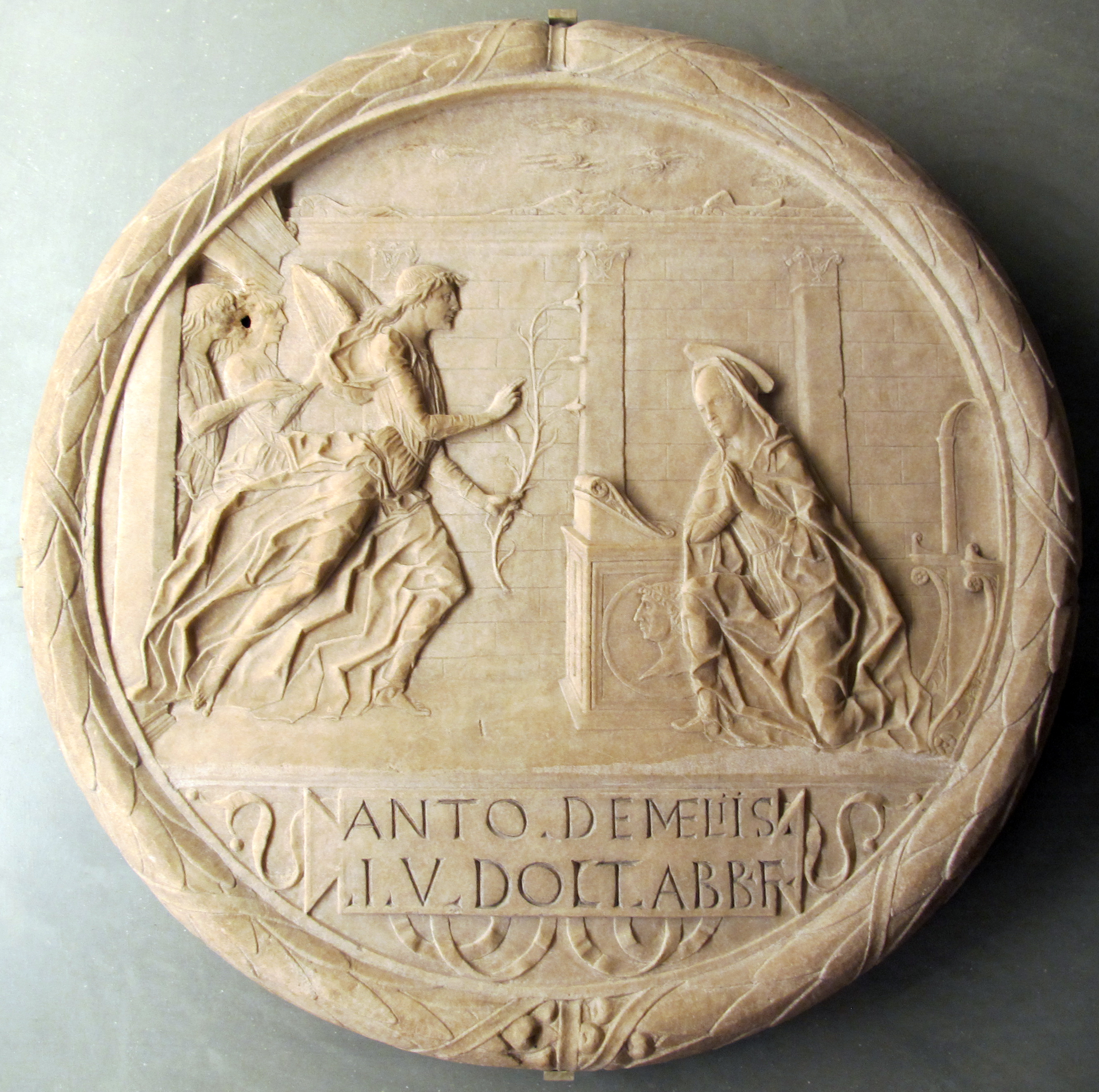
Giovanni Antonio Piatti, Die Verkündigung, Paris, Louvre, 1490 ca.

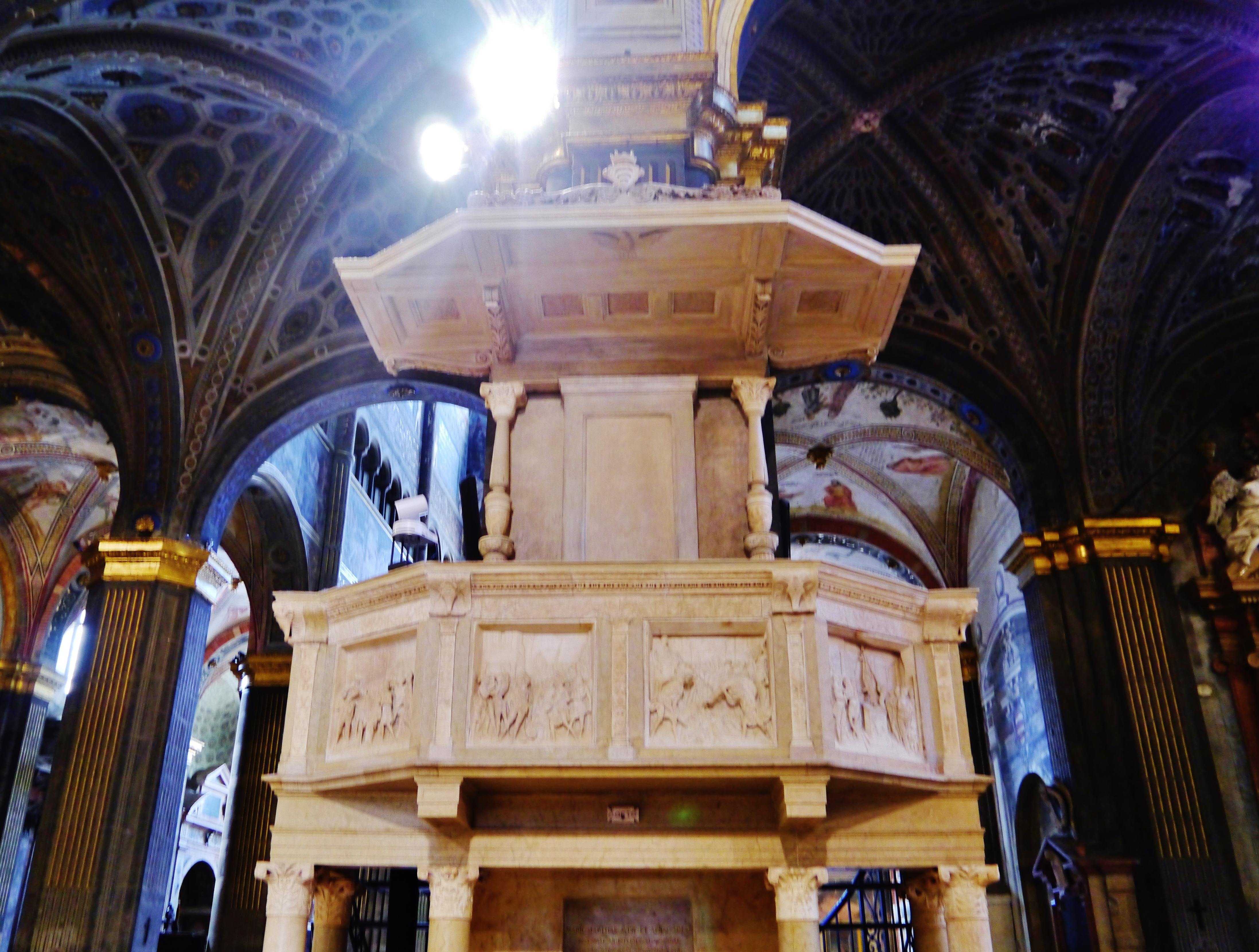
Giovanni Antonio Piatti, Kanzel der Kathedrale Mariä Himmelfahrt, Cremona

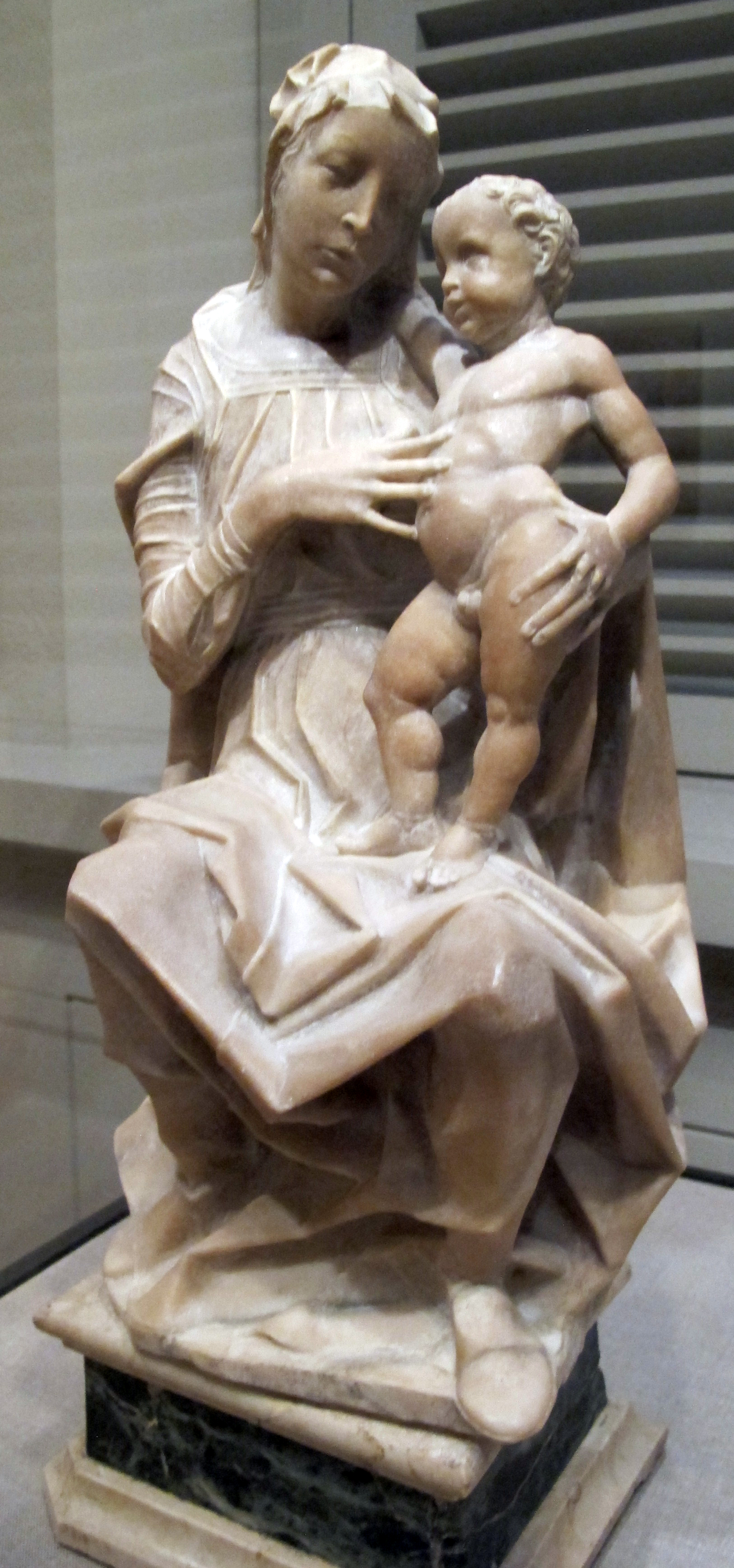
Giovanni Antonio Piatti, Madonna mit Kind, Philadelphia Museum of Art

Giovanni Antonio Piatti (* um 1447 in Mailand; † 26. Februar 1480 in Cremona) war ein italienischer Bildhauer der lombardischen Renaissance.

## Leben
Giovanni Antonio war Sohn des Simone. Es fehlen Informationen über die Ausbildung des Künstlers, und es ist nicht sicher, ob die Urkunden (1464) über einen Antonius de Platis lapicida in den Mailänder Domregistern dem Künstler zugeschrieben werden können: am 13. Juli für das Schneiden und den Kauf eines Steins zusammen mit Martino Benzoni und am 17. September für die Begleichung einer Schuld. In der Tat tragen alle Erwähnungen von Giovanni Antonio einen Doppelnamen, manchmal ohne den Nachnamen, entsprechend dem Brauch, der durch die umfangreiche Dokumentation des gleichnamigen und gleichzeitigen Kollegen Giovanni Antonio Amadeo bestätigt wird, mit der einzigen Ausnahme des unvollständigen volkssprachlichen Memorandums vom 7. Mai 1477, in dem der erwähnte Antonio Piato in der lateinischen Originalnotariatsurkunde als Johannis Antonii Plati identifiziert wird.
Das erste sichere Zeugnis, das sich mit Sicherheit auf Giovanni Antonio beziehen lässt, ist auf den 16. Mai 1468 datiert. In einer privaten Vereinbarung über Bauarbeiten und den Einbau von Steinteilen (Säulen, Gesimse, zwei Tabernakel und zwei Brüstungen) in der Kirche San Gerolamo dei Gesuati in Mailand, die vom Prior Nicolò da Bologna veranlasst wurde, waren die Meister Jacopo da Bellinzona und zwei Namensvetter Pietro da Nesso als Zeugen anwesend. Piatti erscheint dann als Partei in der Urkunde, die am 28. Januar 1469 als private Urkunde zwischen dem Grafen Giovanni Borromeo und den Meistern Iohanne Antonio da Mediolano et Petropaulo da Lugano sculptori für die Fertigstellung des Grabdenkmals von Giovanni und Vitaliano Borromeo, früher in der Kirche San Francesco Grande in Mailand und heute in der Kapelle des Borromeo-Palastes auf der Isola Bella. Die Arbeiten begannen jedoch einige Jahre später und ohne den Luganeser Partner, wie die Zahlungen vom 13. Juni 1475 an Piatti allein und eine Reihe untergeordneter Mitarbeiter belegen, darunter Benedetto Briosco (hier bei seinem dokumentarischen Debüt im Jahr 1477), Francesco Cazzaniga, Martino und Protasio Benzoni. Die Kosten für das Vorhaben dauerten bis zum 18. März 1478, als das Denkmal in der Kirche aufgestellt wurde, gefolgt von einigen zusätzlichen Arbeiten, die im Februar und März des folgenden Jahres bezahlt wurden.
In jenen Jahren war Piatti auch an zwei großen Bildhaueraufträgen im Herzogtum Mailand beteiligt, die beide vom Hof der Sforza gefördert wurden: die Dekoration der Fassade der Certosa di Pavia und der Altar des Heiligen Joseph im Mailänder Dom. Am 15. September 1473 unterzeichnete Piatti einen Pakt mit Amadeo, Giovanni Giacomo Dolcebono, Lazzaro Palazzi und Angelino da Lecco, in dem sich die fünf Bildhauer verpflichteten, die Arbeit, den Gewinn und die Lasten jedes Auftrags zu teilen, den sie, wenn auch getrennt, im Herzogtum erhielten; der einzige Auftrag, der in diesem Text erwähnt wurde, war der für die Fassade der Certosa di Pavia, der damals vergeben wurde. Der Vertrag, der drei Wochen später an die Brüder Cristoforo und Antonio Mantegazza vergeben wurde, wurde nach weniger als einem Jahr annulliert und in zwei Hälften geteilt, von denen eine an Amadeo und die andere an die Brüder Mantegazza vergeben wurde.
Für den Altar des Heiligen Joseph im Mailänder Dom, der von 1472 bis 1499 von verschiedenen Bildhauern geschaffen wurde, lieferte Piatti im Juli und November 1474 einige Arbeiten (darunter sechs Statuen mit nicht näher bezeichnetem Thema), und 1479 beauftragte ihn die Fabbrica del duomo mit Marmorarbeiten. Der imposante Skulpturenkomplex, in dem mehrere Statuen von etwa einem Meter Länge die Anbetung des Kindes darstellten, wurde 1596 zerlegt, und keine der wenigen Marmorstatuen, deren Herkunft vermutet wurde, kann Piatti zugeschrieben werden. An dem Unternehmen waren auch Amadeo, Dolcebuono und Palazzi beteiligt, die nach den Verträgen von 1473, die 1476 neu formuliert wurden und auch für Aufträge außerhalb des Herzogtums Mailand galten, Partner von Piatti waren.
Gegen Ende des Jahrzehnts musste Piatti seine Arbeit am Mailänder Dom intensivieren, was mit dem Abschluss der Arbeiten am Borromäus-Denkmal und an der Certosa di Pavia zusammenfiel. Im Mai 1478 wurde ihm eine Werkstatt in der Bildhauerwerkstatt des Ortes zugewiesen (die sich damals hinter der Kathedrale befand), und im Dezember wurde er für die Statue des Evangelisten Johannes bezahlt, die als diejenige identifiziert wurde, die auf dem Tiburio der Kathedrale steht, neben anderen, die ihm zugeschrieben werden. Aus demselben Jahr stammt das große, signierte und datierte Relief, das sich heute in der Pinacoteca Ambrosiana befindet und Platon darstellt, flankiert von Inschriften, die ihn als Stammvater des Künstlers ausweisen, entsprechend der humanistischen Sitte, die adelige Herkunft in der Antike phantasievoll zu akkreditieren.
Im Jahr 1478 eröffnete der Bildhauer mit dem Auftrag eines Säulen- und Gewölbepfeilers für den Chor der Kathedrale ein neues Betätigungsfeld in Cremona und vereinbarte dafür ein Honorar von 1440 Lire. Von dem Werk, das nach zwei Jahren abgebaut wurde, wird ein Fragment in einem Relief im Louvre mit drei Tugenden vermutet. Am 15. März 1479 erhielt Piatti den Auftrag für die Arche der persischen Märtyrer für die Kirche San Lorenzo in Cremona, der ihm von Antonio Meli, dem Abt der angrenzenden Benediktiner-Niederlassung, anvertraut wurde. Der Vertrag sah einen Apparat aus Carrara-Marmor mit einem von Säulen getragenen Gehäuse vor, das von acht historisierenden Reliefs und einer nicht näher bezeichneten Anzahl von Statuetten umgeben war, iuxta disegnum datum per ipsum magistrum Johan. Amede. Prope terram wurde das Grabmal des Mäzens geplant, mit seinem Ganzkörperporträt, einem Grabstein und Inschriften. Die Lieferung sollte innerhalb von zwei Jahren erfolgen und die Zahlung in 400 Dukaten, die in vier Raten zu je 100 Dukaten zu entrichten waren: die erste bei der Unterzeichnung der Urkunde, die zweite bei der Ankunft der Rohmarmore in Cremona, die dritte bei der Aufstellung der Lade und die letzte im August 1481. Im Text heißt es, der Künstler sei in Mailand ansässig, aber ad presens moram trahens in civitate Cremone, offensichtlich um die Bildhauerarbeiten durchzuführen. Einen Monat nach der Vereinbarung boten zwei Cremoneser Adlige eine Bürgschaft zugunsten des Künstlers an, damit er die ersten 100 Dukaten abholen konnte, was am 17. April in Form von 40 Dukaten und 40 Scheffeln Weizen geschah. Am darauffolgenden 12. Juni verpflichteten sich Bartolomeo und Gabriele Meli, die Brüder des Kommissars Antonio (der zwei Monate später starb), ebenfalls als Bürgen für die kommenden Zahlungen. Die Erben von Meli vertrauten Amadeo am 18. August 1480 die Fortsetzung der Arbeiten an, mit einem Vertrag, in dem berichtet wird, dass Piatti 110 Dukaten kassiert hatte und dass Amadeo, der den Rest als Entschädigung akzeptierte, partem dicte arche nach Cremona gebracht hatte.
Das bekannte Grabrelief von Fancesco Maironi genannt l’Illuminato in der Kirche San Francesco in Piacenza aus dem Jahr 1477 geht vermutlich auf die Zusammenarbeit mit Amadeo zurück, während das Grabmal des Humanisten Pier Candido Decembrio († 1477) in der Basilika Sant’Ambrogio in Mailand Ähnlichkeit mit den Borromeo-Reliefs aufweist. Figuren eines Heiligen im Museo del Castello Sforzesco in Mailand wurden ebenfalls dem Bildhauer zugeschrieben; ein Heiliger Sebastian im Museum des Mailänders Dom; eine Statuette eines Heiligen in der Borromeo-Sammlung auf der Isola Bella, die als wahrscheinliches Originalstück des Grabdenkmals von Giovanni und Vitaliano Borromeo dargestellt wurde.